# Clodt von Jürgensburg

Stammwappen der Clodt von Jürgensburg (1566)

Clodt von Jürgensburg ist der Name eines baltischen Adelsgeschlechts. Zweige der Familie bestehen bis heute fort.
Die Familie ist nach bestehendem Stand der Forschung mit den ebenfalls baltischen Klot-Heydenfeld, die sich in Pommern Klot-Trautvetter nannten, nicht verwandt. Entgegen der Auffassung, welche noch von Kneschke postuliert wurde, wird auch eine Abstammung von den westfälischen Cloet von der Forschung heutzutage abgelehnt.

## Geschichte
Während der Ursprung der Clodt ungesichert ist, teils in Westfalen teils im Niederdeutschen vermutet wird, beginnt die urkundlich greifbare Geschichte der Familie im 16. Jahrhundert in Reval. Rolof Clodt soll sich nach Reval begeben haben und früh verstorben sein. Von seinen Söhnen war Heinrich 1571–1578 Ratsherr in Reval, 1574 war er Unterhändler der Stadt um einen Waffenstillstand im livländischen Krieg mit den Russen auszuhandeln. Der andere Sohn Jost (* 1517; † 1572) war zunächst Syndikus in Reval sowie Rat des letzten Landmeisters des Deutschen Ordens Gotthard Kettler. Als späterer Kanzler Kettlers und Oberrat im Herzogtum Kurland und Semgallen, wurde ihm von diesem am 22. März 1561 das Ordensschloss Jürgensburg, nach dem das Geschlecht fortan seinen Namen führt, verliehen. Am 1. August 1566 erging für ihn ein polnisches Adelsdiplom.
Der letzte schwedische Gouverneur in Riga, Johann Adolf Clodt von Jürgensburg (* 1658; † 1720), wurde während seiner russischen Gefangenschaft, am 15. Februar 1714 in Stockholm, in Abwesenheit in den schwedischen Freiherrenstand nobilitiert (Nr. 126).
Die Familie immatrikulierte sich am 6. Februar 1745 in die Estländische Ritterschaft (Nr. 6). In die Livländische Ritterschaft wurden die Clodt von Jürgensburg als erstes Geschlecht aus polnischer Zeit immatrikuliert (Nr. 53). Während der livländische Stamm des Geschlechts erloschen ist, teilte sich der estländische in die vier Linien a.d.H. Peuth, zu Peuth, Korjot und Orrenhof. Die Linie zu Peuth ist zwischenzeitlich ebenfalls erloschen. Aus der Linie a.d.H. Peuth sind mehrere namhafte Künstler, Bildhauer und Maler hervorgegangen.
Die Clodt von Jürgensburg konnten sich mit mehreren Gliedern nach Finnland ausbreiten und das Gut Chalala in ihren Besitz bringen. Weiterhin blühte die Familie im 19. und frühen 20. Jahrhundert im Innern Russlands, etwa in Omsk.

## Besitz
In Livland für die Familie namensstiftend das Schloss Jürgensburg mit den Gütern Duckern, Bersehof und Gustavsberg von 1561 bis 1802. Im 17. Jahrhundert war Somel kurzzeitig im Besitz der Familie. Zu Beginn des 18. Jahrhunderts besaß zudem die Witwe Christina Charlotte von Rosen geb. Clodt von Jürgensburg das Gut Kerstenshof.
In Estland besaßen die Clodt von Jürgensburg die Güter Eddara, Hummala, Köndes, Korjot, Orrenhof, Peuth, Samm, Vogelsang, Wallküll, Waschel und Wiesenau. Von der durch die estnische Landreform eingeleiteten Enteignung war die Familie nicht mehr betroffen.

## Wappen

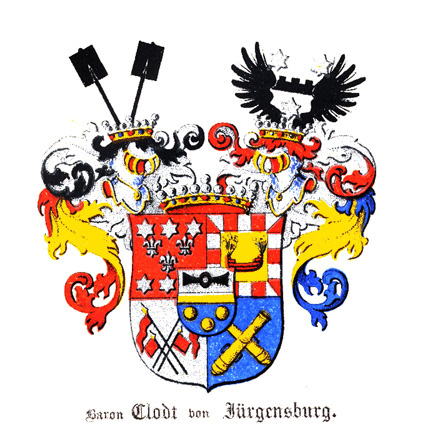
Freiherrliches Wappen der Clodt von Jürgensburg (1714)

Das älteste Wappen ist durch zwei Siegel des Jost Clodt aus den Jahren 1553 und 1560 überliefert. Es zeigt im durch einen Balken geteilten Schild, oben ein dreigliedrige Kette, unten drei Kugeln (2:1). Auf dem gekrönten Helm zwei gekreuzte Hammer.
Das Stammwappen (1566) ist durch einen goldenen Balken von Silber und Blau geteilt, oben ein schwarzes Hakeneisen, unten drei goldene Kugeln. Auf dem gekrönten Helm mit schwarz-silbernen und gold-blauen Decken, zwei voneinander gelehnte Spaten.
Das Freiherrliche Wappen (1714) ist geviert, das Stammwappen als Herzschild. 1: in rot drei silberne Lilien, begleitet oben und unten von je drei balkenweise gestellten silbernen Sternen; 2: in von rot und silber bestücktem Rand ein rotes Boot, dessen aufwärts gebogene Enden von jeweils einem Pfauenstück besteckt sind; 3: in silber vier verschränkte rote Fahnen mit goldenen Lanzenspitzen; 4: in blau zwei verschränkte goldene Kanonen. Zwei Helme mit schwarz-rot-gold-roten und silber-rot-goldenen Decken, rechts die Spaten des Stammwappens, links ein schwarzer Flug, dazwischen ein schwarzer Zinkenbalken, begleitet von drei silbernen Sternen.

## Angehörige
- Johann Adolf Clodt von Jürgensburg (* 1658; † 1720), 1694–1696 Ritterschaftshauptmann der Estländischen Ritterschaft, 1709 letzter schwedischer Gouverneur von Riga
- Karl Gustav Clodt von Jürgensburg (* 1765; † 1822), russischer Generalmajor, Generalgouverneur vom Omsk
- Bernhard Heinrich Clodt von Jürgensburg (* 1767; † 1853), russischer Generalmajor
- Gustav Johann Heinrich Clodt von Jürgensburg (* 1776; † 1839), Maler; jüngerer Bruder des Karl Gustav
- Peter Clodt von Jürgensburg (* 1805; † 1867), russischer Bildhauer
- Konstantin Clodt von Jürgensburg (* 1807; † 1879), russischer General der Artillerie, Kunstgraveur und Lehrer am Kadetten Korps
- Karl Clodt von Jürgensburg (* 1807; † 1865), russischer Generalmajor
- Adolf Julius Clodt von Jürgensburg (* 1818; † 1879), russischer Generalmajor
- Michail Clodt von Jürgensburg (* 1833; † 1902) russischer Landschaftsmaler
- Michail Petrowitsch Klodt (eig. ebenfalls Michail Clodt von Jürgensburg) (* 1835; † 1914), russischer Künstler
- Paul Clodt von Jürgensburg (* 1867), russischer Generalmajor, Kommandant des finnländischen Garderegiments
- Elisabeth von Clodt-Jürgensburg (1839–1929),  bedeutende Förderin der finnischen Kunst und Kultur